# メディアテック (大阪市)
株式会社メディアテック（英: MEDIA TECH INC.）は、大阪府に本社を置く情報関連企業である。大手住宅総合メーカーである大和ハウス工業株式会社の完全子会社。

## 沿革
- 1992年11月20日 「株式会社メディアテック」設立
- 1999年 大和ハウス工業新社屋竣工に伴い、事務所を同社屋に移転
- 2006年 ベトナムの企業、GAT社とパートナー契約
- 2006年9月5日 プライバシーマーク取得
- 2007年9月1日 事務所を大阪市西区阿波座の大和ビルに移転（創業時の場所）
- 2007年10月1日 三重デジタル化センターを本社内に統合
- 2017年 大阪本社が堺筋本町EDGE本町ビルに移転
- 2022年 デジタルファクトリー開設

## ネットワーク
- 本社：大阪市西区阿波座1-5-16　大和ビル5階
- 東京事務所：東京都千代田区飯田橋3-13-1　大和ハウス東京飯田橋ビル13階